# Bàsquet Manresa
Il Bàsquet Manresa, conosciuta come ICL Manresa, è una squadra professionistica di pallacanestro della città di Manresa, Catalogna, Spagna che gioca nella massima serie professionistica spagnola la Liga ACB. 
La società nacque nel 1931. Attualmente gioca le partite casalinghe al Pavelló Nou Congost. La squadra ha vinto una volta il campionato spagnolo nel 1998.
Joan Creus è stato il giocatore di maggiore valore della storia del club. Vincitore del titolo di Most Valuable Player della Copa del Rey nel 1996 ed MVP delle finali per il titolo due anni dopo. Altri giocatori di fama internazionali che hanno militato nelle file del Bàsquet Manresa sono stati Juan Domingo de la Cruz, Roger Esteller, Derrick Alston, Serge Ibaka, Andrés Nocioni, e l'Hall of Famer George Gervin, che all'età di 38 anni giocò una stagione a Manresa, con una media di 23.1 punti a partita e aiutando il club ad evitare la retrocessione.

## Sponsor
Bàsquet Manresa ha ricevuto diverse sponsor attraverso gli anni:
- Manresa K'ans 1967–1971
- Manresa La Casera 1971–1977
- Icab Manresa 1977–1979
- Marlboro Manresa 1979–1980
- Caixa Manresa 1981–1982, 1984–1985
- Seguros Velázquez Manresa 1982–1983

- Ebro Manresa 1983–1984
- TDK Manresa 1985–2000
- Minorisa.net Manresa 2000–2002
- Ricoh Manresa 2002–2009
- Suzuki Manresa 2009-oggi

## Palazzetti
- Pavelló Congost (1968–1992), prima del 1968 la squadra giocava in un campo scoperto nei pressi dello stadio di calcio del Pujolet.
- Pavelló Nou Congost (1992–oggi)

## Roster 2024-2025
Aggiornato al 19 dicembre 2024.
|    | Naz.                                        | Ruolo | Sportivo           | Anno | Alt. | Peso | Note |
| -- | ------------------------------------------- | ----- | ------------------ | ---- | ---- | ---- | ---- |
| 1  | Stati Uniti (bandiera) · Nigeria (bandiera) | AG    | Chuba Ohams        | 1997 | 206  | 95   |      |
| 4  | Uruguay (bandiera) · Italia (bandiera)      | P     | Santiago Véscovi   | 2001 | 191  | 87   |      |
| 5  | Spagna (bandiera)                           | G     | Guillem Jou        | 1997 | 197  | 80   |      |
| 8  | Spagna (bandiera)                           | AP    | Alejandro Reyes    | 1993 | 202  | 85   |      |
| 11 | Francia (bandiera)                          | C     | Bodian Massa       | 1997 | 210  | 100  |      |
| 12 | Lettonia (bandiera)                         | AG    | Mārcis Šteinbergs  | 2001 | 208  | 84   |      |
| 13 | Gambia (bandiera)                           | AG    | Musa Sagnia        | 2003 | 201  | 85   |      |
| 16 | Rep. Ceca (bandiera) · Spagna (bandiera)    | C     | Ondřej Husták      | 2003 | 212  | 120  |      |
| 17 | Spagna (bandiera)                           | P     | Mario Saint-Supery | 2006 | 193  | 79   |      |
| 21 | Stati Uniti (bandiera)                      | AP    | Derrick Alston     | 1997 | 206  | 88   |      |
| 24 | Stati Uniti (bandiera)                      | P     | Cameron Hunt       | 1997 | 192  | 85   |      |
| 32 | Belgio (bandiera) · Nigeria (bandiera)      | G     | Retin Obasohan     | 1993 | 188  | 94   |      |
| 55 | Spagna (bandiera)                           | P     | Daniel Pérez       | 1990 | 188  | 85   |      |
| 97 | Romania (bandiera) · Spagna (bandiera)      | C     | Emanuel Cățe       | 1997 | 206  | 109  |      |

### Staff tecnico
| Allenatore: | Diego Ocampo               |
| Assistenti: | Marc Estany, Carlos Flores |

## Membri della Basketball Hall of Fame
- George Gervin, G, 1989–1990, Introdotto nel 1996

### Numeri ritirati
- 7 Joan Creus, P, 1993–2001
- 10 Pep Pujolrás, A, 1986–1992

## Palmarès
- Campionato spagnolo: 1

1997-1998
- Copa del Rey: 1

1996
- Liga catalana: 2

1997, 1999, 2021
- Liga LEB: 1

2006-2007
- Liga LEB Catalana: 2

2000, 2001

## Cronologia risultati nelle competizioni europee
- 1971-72 Coppa Korać: Eliminato alla prima fase eliminatoria.
- 1987-88 Coppa Korać: Eliminato agli ottavi di finale.
- 1994-95 Coppa Korać: Eliminato agli ottavi di finale.
- 1995-96 Coppa Korać: Eliminato agli ottavi di finale.
- 1996-97 Coppa delle Coppe (Eurocoppa): Eliminato agli ottavi di finale.
- 1997-98 Coppa Korać: Eliminato ai sedicesimi di finale.
- 1998-99 Coppa delle Coppe (Coppa Saporta): Eliminato nella seconda fase preliminare.

## Premi individuali
MVP delle finali della Liga ACB
- Joan Creus – 1998

MVP della Copa del Rey
- Joan Creus – 1996

Campione della gara delle schiacciate della Liga ACB
- Nate Higgs – 2000
- Serge Ibaka – 2008